# Психология коррупции
Психология коррупции — самостоятельная область психологического знания, изучающая поведение индивидов как систему действий, направленных на приобретение имущества или получение иных нематериальных благ незаконным образом, а также личностные характеристики индивидов, демонстрирующих такое поведение.

### История исследования психологии коррупции
Феномен коррупции привлекает внимание людей практически с самого возникновения государственного аппарата. Так, например, одним из первых упоминаний коррупции считается закон Вавилонского царя Хаммурапи, гласящий, что если судья вынес решение и поставил печать на соответствующем документе, а затем свое решение изменил, его следует оштрафовать и изгнать из судебной коллегии. Во времена Древней Руси с коррупцией также боролся Иван Грозный, впервые введя за это преступление смертную казнь. Позже в XVII веке Петр I создал фискальную службу для охраны государственной казны.
Современные исследования психологии коррупции направлены преимущественно на изучение механизмов возникновения коррупции, на определение психологических и социальных сторон лиц, склонных к коррупции, а также на собственно коррупционное поведение.
Первые исследования по психологии коррупции появились в Америке. Тогда, в первой половине XX века, Е. МакКитрик впервые установил, что коррупционное поведение является дополнительным по отношению к формальным институтам и всегда идет своего рода «балластом».
Другие зарубежные авторы Д.Саймон и Д.Эйтцен уже в 1990 году рассматривали коррупционное поведение как девиацию, их интерес привлекали «белые воротнички». Согласно их исследованиям, преступления высокопоставленных лиц являются самыми тяжелыми и безнравственными.
Среди современных исследований можно выделить, например, статью Ванновской О. В. Ее многолетние исследования позволили создать психологический портрет личности коррупционера, включающий стремление к роскоши в связи с вознесением ее до показателя счастья, негативное самоотношение, импульсивный тип реагирования и недифференцированную иерархию нравственных установок.
Исследования Е. В. Камневой и Ю. А. Жуйковой, напротив, были направлены на изучение личностей, склонных к обратной форме коррупционного поведения — к подкупу — и позволили выделить три типа таких личностей. Первый тип определяется как «Уравновешенный реалист» и характеризуется настойчивостью, низким уровнем невротизма, отсутствием чувства вины и уверенностью в себе. Второй и третий типы — «Импульсивный конкурент» и «Безответственный последователь» несколько схожи и обладают такими чертами, как склонность следовать взглядам окружающих, беспечность и лабильность мышления и установок.

### Мотивационный компонент
Мотивы коррупционного поведения изучались Волковым Б. С.. В его работе мотив рассматривается как сложный, многоплановый феномен, лежащий основе поведения индивида. В качестве основной классификации мотивов можно выделить классификацию Петровского А. В., где мотивы делятся на внешние и внутренние.
Внешние мотивы — это какие-либо воздействия на субъекта извне. В отношении коррупции такими мотивами могут выступать общественные примеры, социальное одобрение или приверженность коррупции как избегание проблем (например, ускорение какого-либо процесса).
Внутренние мотивы — это личностные особенности индивида: его привычки, устремления, желания и многое другое. Применительно к коррупции, такими мотивами можно считать корысть как черту личности, карьерные амбиции индивида, стремление к самоутверждению, а также чувство безнаказанности.

### Эмоционально-волевой компонент
Эмоциональный фон и уровень свободы воли участников коррупционного взаимодействия изучался Киселевым В. В. По его мнению, коррупционное поведение связано с неспособностью индивида противостоять давлению коррумпирующего лица, с нестойкостью к коррупционным соблазнам, а также с плохо развитым чувством ответственности и самоконтроля.

### Внешние формы поведения
Индивиды, принимавшие когда-либо участие в коррупционном взаимодействии и осужденные за это, воспринимают коррупционное поведение как часть своей личности или, как минимум, что-то близкое для себя. Коррупционное поведение характеризуется применением различного рода психологических защит, высокой скоростью принятия решения, а также полимотивированностью. Данная характеристика является антагонистичной по отношению к проявлению антикоррупционного поведения, чертами которого являются применение техник совладания, низкая скорость принятия решений за счет их обдуманности, а также применение норм делового общения.